# Cerodontha delectabilis
Cerodontha delectabilis är en tvåvingeart som beskrevs av Spencer 1977. Cerodontha delectabilis ingår i släktet Cerodontha och familjen minerarflugor. Inga underarter finns listade i Catalogue of Life.